# Associação Cultural Esporte Clube Baraúnas
La Associação Cultural Esporte Clube Baraúnas es un equipo de fútbol de Brasil que juega en el Campeonato Potiguar, la máxima categoría del estado de Río Grande del Norte, tras su ascenso en 2023.

## Historia
Fue fundado el 14 de enero de 1960 en el municipio de Mossoró en el estado de Río Grande del Norte por integrantes de un grupo participante en los Carnavales con el nombre Esporte Clube Baraúnas, el cual tuvieron hasta 1966 cuando lo cambiaron por su nombre actual.
Es uno de los equipos más ganadores del interior del estado de Río Grande del Norte, además de ser el club del interior del estado con más participaciones en torneos interestaduales, haciendo su primera aparición en el Campeonato Brasileño de Serie B de 1989, en donde fue eliminado en la primera ronda al terminar en último lugar en su zona entre seis equipos.
En 1998 juega por primera vez en el Campeonato Brasileño de Serie C donde es eliminado en la primera ronda al quedar de último en su grupo, finalizando en el lugar 56 entre 66 equipos. En ese año termina en tercer lugar en el Campeonato Potiguar, logrando clasificar a la Copa de Noreste, con lo que es el primer equipo del interior del estado de Río Grande del Norte en participar en la copa.
El año 2005 ha sido el año más productivo en la historia del club luego de ganar el torneo clasificatorio al Campeonato Brasileño de Serie C de 2004 para jugar en la tercera división nacional, aunque fue eliminado en la primera ronda al terminar en último lugar de su zona entre cuatro equipos a tres puntos de la clasificación. En ese mismo año clasifica por primera vez a la Copa de Brasil, eliminando en la primera ronda al América Mineiro del estado de Minas Gerais en penales, en la segunda ronda elimina 3-1 al Esporte Clube Vitória del estado de Bahía, en la tercera ronda elimina 5-2 al histórico CR Vasco da Gama del estado de Río de Janeiro venciéndolo 0-3 en el partido de vuelta para luego ser eliminado 3-12 en cuartos de final por el Cruzeiro EC del estado de Minas Gerais.
Un año más tarde consigue ganar el Campeonato Potiguar por primera vez, obteniendo la clasificación al Campeonato Brasileño de Serie C de ese año y a la Copa de Brasil de 2007. En la tercera división nacional es eliminado en la primera ronda al terminar en tercer lugar de su zona entre cuatro equipos, terminando en el lugar 48, mientras que en la Copa de Brasil es eliminado en la primera ronda en penales por el Esporte Clube Vitória del estado de Bahía.
En el Campeonato Potiguar no pudo retener el título y solo le alcanzó para terminar en cuarto lugar, pero es campeón de copa estatal y logra la clasificación a la Copa de Brasil de 2008, donde vuelve a ser eliminado en la primera ronda, esta vez por el Criciúma Esporte Clube del estado de Santa Catarina por marcador de 2-4.
En 2011 termina en quinto lugar del Campeonato Potiguar, obteniendo la clasificación al Campeonato Brasileño de Serie D por primera vez en su historia en 2012, en donde gana su grupo en la primera ronda, en la segunda ronda elimina 3-0 al Sousa Esporte Clube del estado de Paraíba, en la tercera ronda elimina 3-1 al Campinense Clube también del estado de Paraíba para perder en las semifinales 1-2 por el Sampaio Corrêa Futebol Clube del estado de Maranhao, obteniendo el ascenso al Campeonato Brasileño de Serie C para 2013.
Su estancia en la tercera división nacional fue de solo una temporada y es eliminado en la primera ronda al terminar en décimo lugar de su grupo entre 11 equipos solo por delante del Rio Branco Football Club del estado de Acre, finalizando en el lugar 20 entre 21 equipos en la clasificación general y descendiendo al Campeonato Brasileño de Serie D para 2014.
Su regreso al Campeonato Brasileño de Serie D donde es eliminado en la primera ronda al terminar en último lugar de su zona entre 5 equipos, finalizando en el lugar 29 entre 41 equipos, aparte de que en el Campeonato Potiguar tampoco le fue bien al no clasificar a las semifinales y terminar en un lejano séptimo lugar.

## Rivalidades
Su principal rival es la Associação Cultural e Desportiva Potiguar, también del municipio de Mossoró, con quien juega el Clásico Potiba.

## Palmarés
- Campeonato Potiguar: 1

2006
- Copa Río Grande del Norte: 2

2004, 2007
- Torneo Inicio Potiguar: 2

1981, 1988
- Campeonato Mossoroese: 5

1961, 1962, 1963, 1967, 1971
- Torneo Periodista Souza Silva: 1

1987
- Copa Oeste: 1

2000
- Torneo de Verano Potiguar: 1

2001
- Clasificación para Serie C: 2

1981, 2004
- Torneio Incentivo Taça Dr. Aluísio Bezerra: 1

1978
- Torneo Inicio Mossoroense: 6

1961, 1962, 1963, 1967, 1972, 1977
- Copa 20 Aniversario de Nogueirao: 1

1987